# Maison de la Bataille de la Peene
La Maison de la Bataille de la Peene est un musée situé à Noordpeene.

## Historique
Deux grandes thématiques y sont développées : la bataille de la Peene et la culture de la Flandre française. Dans une première salle, le visiteur découvre la maquette du champ de bataille. Elle présente le territoire du cœur des combats, de la voie romaine Watten- Cassel (au nord) jusqu'à la route Arques - Cassel au sud. Dans la seconde salle, des cartes coulissantes présentent de manière très pédagogique l'évolution des frontières à la suite des quatre principaux traités du règne de Louis XIV.
La visite se poursuit avec la projection d'un film sur les différentes phases de la bataille, après un rappel du contexte historique (conquêtes précédentes de Louis XIV, guerre de Hollande...).

## Pour compléter